# Steven M. Rales
Steven M. Rales (1951) é um produtor de cinema e empresário bilionário estadunidense. Co-fundador da Danaher Corporation, foi indicado ao Oscar de melhor filme na edição de 2015 pela realização de The Grand Budapest Hotel, ao lado de Wes Anderson, Scott Rudin e Jeremy Dawson.

## Prêmios e indicações
- Indicado: Oscar de melhor filme - The Grand Budapest Hotel (2014)